# EURO Ressources
EURO Ressources est une société minière d'origine française, anciennement Guyanor, filiale de Golden Star Resources, spécialisée dans l'exploration et l'exploitation de métaux précieux. Elle est détenue à près de 90% par la société canadienne IAMGOLD.  Son principal investissement est la mine d'or de Rosebel au Surinam.

## Actionnaires
Liste au 19 avril 2019
| Nom                                    | Actions    | %     |
| Iamgold.                               | 56 058 191 | 89,7% |
| Hanson & Doremus Investment Management | 20         | -     |